# Parafia św. Wawrzyńca w Muszakach
Parafia świętego Wawrzyńca w Muszakach – parafia rzymskokatolicka znajdująca się w archidiecezji warmińskiej, w dekanacie Nidzica.

## Historia
Parafię erygował 7 sierpnia 1972 roku bp Józef Drzazga.

## Proboszczowie
- ks. Wiesław Lipka (1995– )[2]